# Thomas Ringstead
Thomas Ringstead (auch de Ringstede) OP († 8. Januar 1366 in Shrewsbury) war ein englischer Ordensgeistlicher. Ab 1357 war er Bischof von Bangor.

## Herkunft und Studium
Thomas Ringstead stammte vermutlich aus Ringstead in Norfolk. Er soll an der Universität Cambridge studiert und dort einen Abschluss als Magister gemacht haben, bevor er den Grad eines Doktors der Theologie erlangte.

## Aufstieg als Ordensgeistlicher
Im Januar 1346 trat Ringstead in den Dominikanerkonvent von Cambridge ein, wo er bis 1348 blieb. Anschließend studierte er weiter in Frankreich und Italien. Ringstead war ein angesehener Gelehrter. Er gilt als Autor einer Reihe theologischer Schriften und Predigten, von denen aber nur zwei erhalten sind. Dies sind eine Vorlesung zu den Sentenzen des Peter Lombard, die in mehreren Kopien erhalten ist, sowie unterschiedliche Fassungen einer Schrift zum Buch der Sprichwörter. Diesen Text hatte er ursprünglich als Vorlesung in Cambridge gehalten, später wurden die Fassungen irrtümlich als unterschiedliche Texte angesehen. Dieser Text könnte aber auch das Werk eines anderen Thomas Ringstead sein, der zwischen 1440 und 1452 Kanoniker an der Kathedrale von Lincoln war.
Ab 1353 lebte Ringstead am Papsthof in Avignon. 1356 sandte ihn Papst Innozenz VI. als Boten zum englischen König Eduard III., um diesen zu Friedensverhandlungen im Krieg mit Frankreich zu bewegen.

## Bischof von Bangor
Nach dem Tod von Bischof Matthew de Englefeld 1357 wählte das Kathedralkapitel Ithel ap Robert, einen einflussreichen lokalen Geistlichen, zum neuen Bischof der walisischen Diözese Bangor. Innozenz VI. verwarf jedoch die Wahl und ernannte stattdessen am 21. August 1357 Ringstead zum Bischof. Im September wurde Ringstead in Avignon zum Bischof geweiht, am 15. November 1357 wurden ihm die Spiritualien der Diözese übergeben. Über seine Tätigkeit als Bischof ist allerdings nur wenig bekannt. Er starb im Dominikanerkonvent von Shrewsbury. Er wurde entweder in Blackfriars in London oder in der Dominikanerniederlassung in Huntingdon beigesetzt, wo angeblich bereits seine Eltern beigesetzt worden waren. In seinem Testament hinterließ er £ 100 zugunsten der Kathedrale von Bangor,  allerdings unter der Bedingung, dass sein Nachfolger kein Waliser sein dürfe. Weitere £ 100 stiftete er für fünf junge Männer aus seiner Diözese für ein Studium in Oxford oder Cambridge. Auch hier machte er die Auflage, dass das Geld nicht von einem Waliser verwaltet werden dürfe und dass die Empfänger aus der englisch-stämmigen Bevölkerung Bangors kommen sollten.